# Jiří Schmitzer
Jiří Schmitzer (ur. 25 października 1949 w Pradze) – czeski aktor.

## Życiorys
Syn aktora Jiříego Sováka. W 1974 roku ukończył aktorstwo na Wydziale Teatralnym Akademii Sztuk Scenicznych w Pradze. Trzykrotnie nagrodzony Czeskim Lwem.

## Filmografia
- 1967: Kinoautomat: Człowiek i jego dom
- 1975: Pod jednym dachem
- 1976: Mareczku, podaj mi pióro!
- 1980: Postrzyżyny
- 2006: Piękność w opałach
- 2007: Butelki zwrotne